# Melilithgruppe
Die Melilithgruppe (kurz: der Melilith) ist eine eher selten vorkommende Gruppe von Mineralen aus der Mineralklasse der „Silicate und Germanate“. Sie kristallisieren im tetragonalen Kristallsystem mit der allgemeinen Formel A2B(T2O7), wobei A für Ca, Na und Ba stehen kann, B für Mg, Al, Fe, Be, B und Zn stehen kann, und T für Si, Al und B stehen kann. Das klassisch als "Melilith" bezeichnete Mineral hat dabei die chemische Zusammensetzung (Ca,Na)2(Mg,Al)[4][Si2O7] und stellt ein Produkt einer lückenlosen Mischkristallreihe mit den Endgliedern Gehlenit Ca2Al[AlSiO7] und Åkermanit Ca2Mg(Si2O7) dar. Die Minerale der Melilithgruppe entwickeln meist nur kleine Kristalle im Millimeterbereich mit tafeligem oder kurz- bis langsäuligem Habitus, aber auch körnige bis massige Mineral-Aggregate.

## Etymologie und Geschichte
Erstmals entdeckt wurde Melilith bei Capo di Bove in den Albaner Bergen in Italien. Die Erstbeschreibung erfolgte 1796 durch Jean-Claude Delamétherie, der das Mineral in Bezug auf seine oft honiggelbe Farbe nach den griechischen Worten meli für „Honig“ und lithos für „Stein“ benannte.

## Klassifikation
In der mittlerweile veralteten, aber noch gebräuchlichen 8. Auflage der Mineralsystematik nach Strunz gehörte der Melilith zur Mineralklasse der „Silikate und Germanate“ und dort zur Abteilung der „Gruppensilikate (Sorosilikate)“, wo er als Namensgeber die „Melilith-Gruppe“ mit der System-Nr. VIII/B.02 und den weiteren Mitgliedern Åkermanit, Andrémeyerit, Barylith, Gehlenit, Gugiait, Hardystonit, Jeffreyit, Kaliobarylith, Meliphanit und Okayamalith bildete.
Die seit 2001 gültige und von der International Mineralogical Association (IMA) verwendete 9. Auflage der Strunz’schen Mineralsystematik ordnet den Melilith ebenfalls in die Klasse der „Silikate und Germanate“ und dort in die Abteilung der „Gruppensilikate (Sorosilikate)“ ein. Diese Abteilung ist allerdings weiter unterteilt nach der Art der Silikatgruppenbildung, der möglichen Anwesenheit weiterer Anionen und der Koordination der Kationen, so dass das Mineral entsprechend seiner Zusammensetzung und seinem Aufbau in der Unterabteilung „Si2O7-Gruppen, ohne nicht-tetraedrische Anionen; Kationen in tetraedrischer [4] und größerer Koordination“ zu finden ist, wo es ebenfalls als Namensgeber die „Melilith-Gruppe“ mit der System-Nr. 9.BB.10 und den weiteren Mitgliedern Åkermanit, Barylith, Cebollit, Gehlenit, Gugiait, Hardystonit, Jeffreyit und Okayamalith bildet.
Auch die vorwiegend im englischen Sprachraum gebräuchliche Systematik der Minerale nach Dana ordnet den Melilith in die Klasse der „Silikate und Germanate“, dort allerdings in die bereits feiner unterteilte Abteilung der „Gruppensilikate: Si2O7-Gruppen, generell ohne zusätzliche Anionen“ ein. Auch hier ist er als Namensgeber der „Melilith-Gruppe“ mit der System-Nr. 55.04.01 und den weiteren Mitgliedern Åkermanit, Gehlenit und Okayamalith innerhalb der Unterabteilung der „Gruppensilikate: Si2O7-Gruppen, generell ohne zusätzliche Anionen und mit Kationen in [8] und niedrigerer Koordination“ zu finden.

## Kristallstruktur

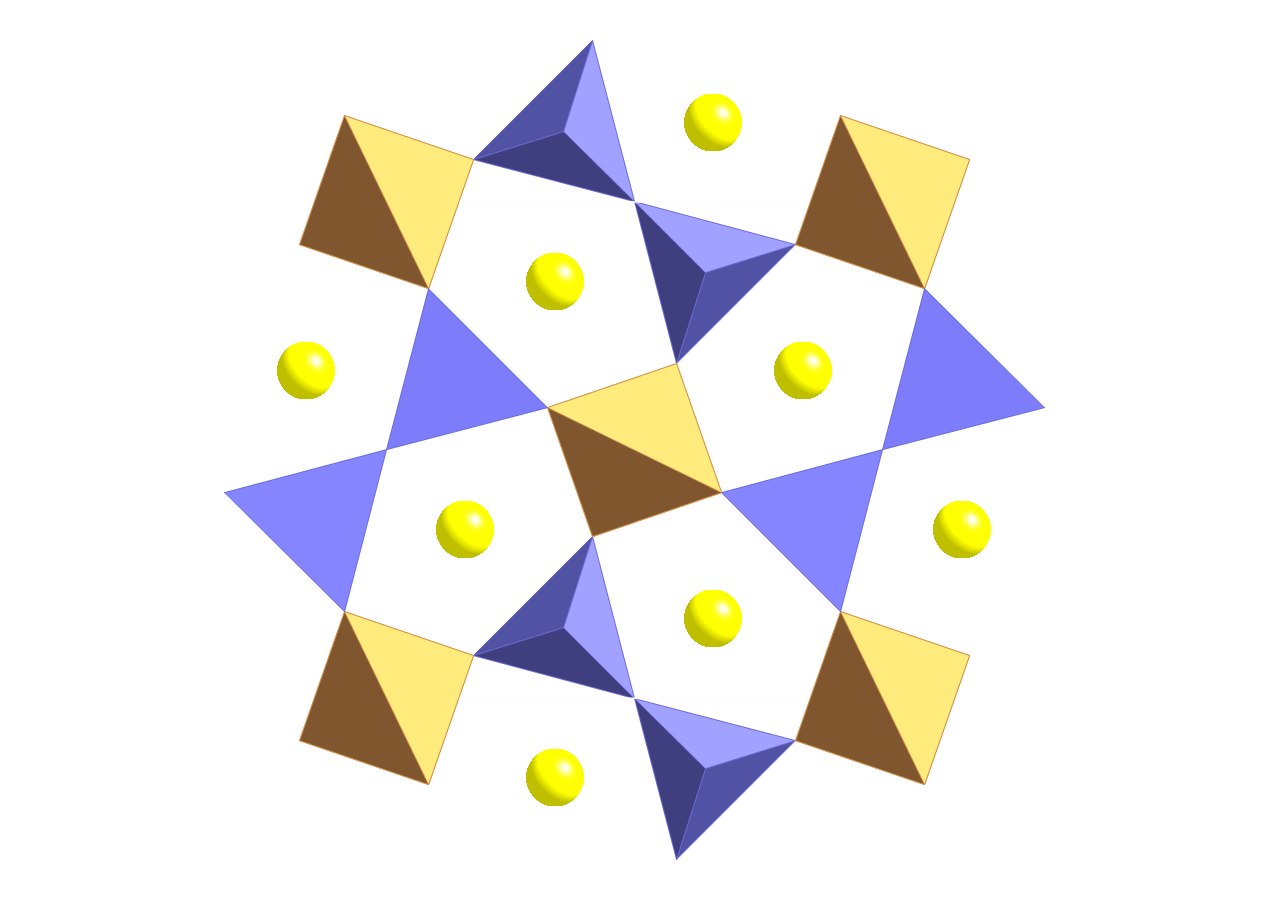
Kristallstruktur der Melilithgruppe: Die blauen Tetraeder repräsentieren die Anionen T_{2}O_{7}, die orangen Tetraeder stellen die Positionen der Kationen B dar, die gelben Kreise die Position der Kationen A.

Melilith kristallisiert tetragonal in der Raumgruppe P421m (Raumgruppen-Nr. 113) mit den Gitterparametern a = 7,83 Å und c = 5,00 Å sowie zwei Formeleinheiten pro Elementarzelle.
In der Kristallstruktur bilden die Anionen T2O7 Ebenen mit Tetraederlücken, welche durch die Kationen B besetzt werden. Die Kationen A nehmen Positionen ober- und unterhalb dieser Ebenen ein und verbinden sie miteinander in der dritten Dimension (vgl Strukturbild rechts).

## Eigenschaften
Reiner Melilith ist farblos. Meist erscheint er jedoch durch Fremdbeimengungen von weißer bis grauer, gelber oder grünlichbrauner Farbe.
Vor dem Lötrohr ist Melilith nur schwer zu schmelzen. Säuren zerstören ihn allerdings, wobei sich Kieselsäure in Gelform abscheidet (das Mineral „gelatiniert“).

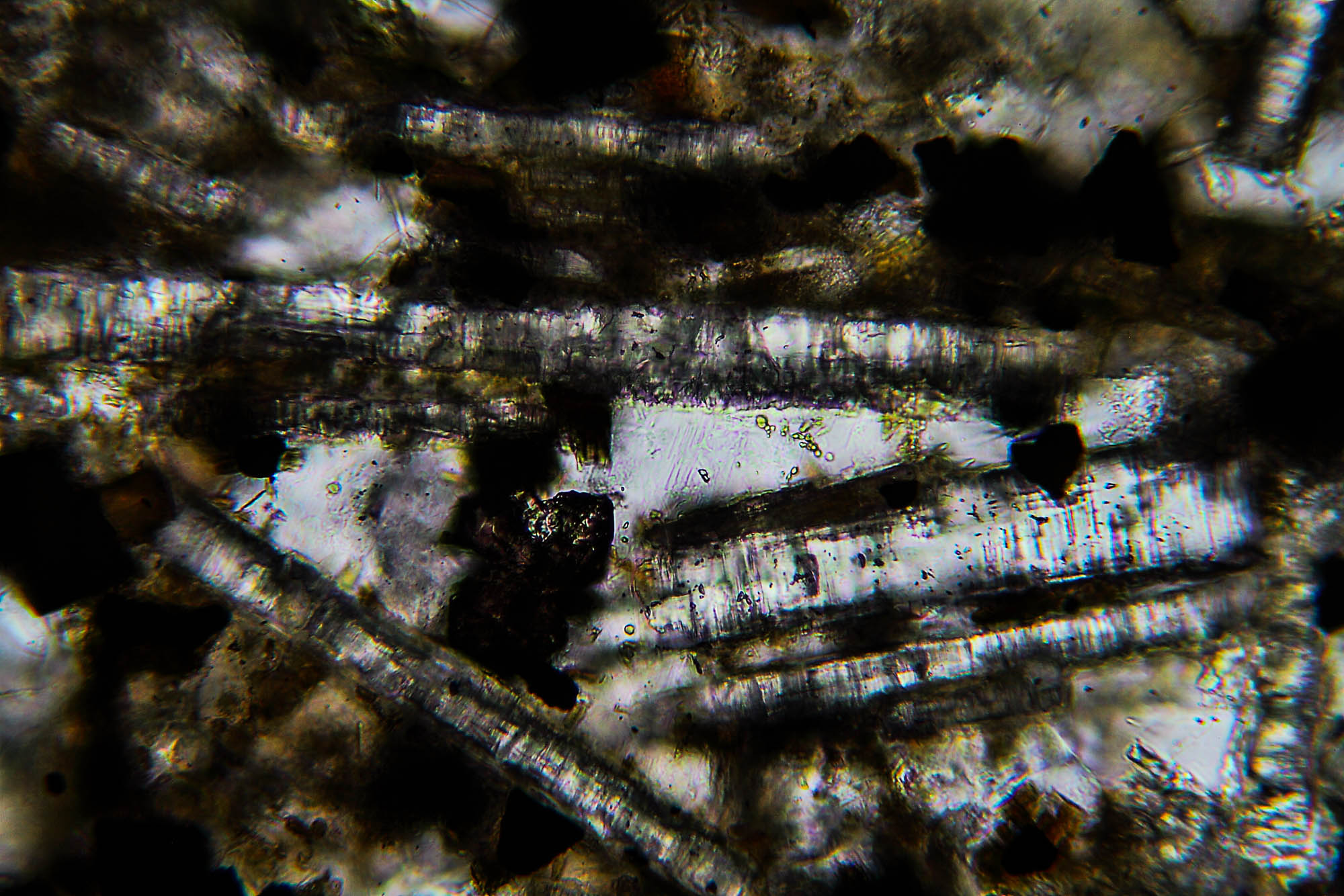
Melilith-Kristalle mit "Pflockstruktur".

Unter dem Mikroskop erscheint Melilith im Dünnschliff meist in Form langgestreckter, rechteckiger Kristalle. Da Melilith gegen Umwandlungen sehr anfällig ist, werden in den Kristallen oft Zeolithfasern beobachtet, die senkrecht von den beiden Basisflächen in das Innere der Kristalle wachsen, die sogenannte "Pflockstruktur". Unter gekreuzten Polarisatoren erscheinen häufig anomale (blaue oder braune) Interferenzfarben.

## Bildung und Fundorte
Melilith bildet sich häufig als Gemengteil in ultrabasischen, calciumreichen Vulkaniten, wobei er sehr oft in Paragenese mit Perowskit auftritt. In Deutschland finden sich derartige Vulkanite etwa im Hegau, im Uracher Vulkangebiet, am Kaiserstuhl, in der Eifel, in einigen Vulkanschloten der nördlichen Hessischen Senke sowie in der Heldburger Gangschar.
Daneben kann Melilith auch metamorph gebildet werden, etwa aus regional- oder kontaktmetamorph beeinflussten, unreinen Kalksteinen.
Weltweit konnte Melilith bisher (Stand: 2010) an 130 Fundorten nachgewiesen werden, so unter anderem in Algerien, in der Antarktis, Bolivien, Brasilien, China, Deutschland, Frankreich, Grönland, Israel, Italien, Jemen, Kanada, Kasachstan, in der Demokratischen Republik Kongo, Madagaskar, Marokko, Mexiko, Namibia, Norwegen, Österreich, Rumänien, Russland, Schweden, Schweiz, Tansania, Tschechien, den USA, im Vereinigten Königreich (Großbritannien) sowie im Westjordanland (Palästinensische Autonomiegebiete).
Melilith ist außerdem ein häufiger Bestandteil sogenannter CAIs (Calcium-Aluminium-reiche Einschlüsse) in Meteoriten, die zu den ältesten Materialien unseres Sonnensystems gehören.
In Hochofenschlacken bildet Melilith regelmäßig ein Hauptgemengteil.

## Bedeutung in der Petrographie
Das Vorkommen von Melilith in Magmatiten ist wichtig für die Klassifikation, weil magmatische Gesteine, deren Gehalt an Melilith 10 % übersteigt und bei denen zugleich die Menge an Melilith die der Foide übersteigt, nicht mehr mittels des Streckeisendiagramms klassifiziert und benannt werden, sondern in eine eigene Gruppe "melilithhaltiger Gesteine" (vulkanisch: Melilithite, plutonisch: Melilitholithe) gestellt werden. Ist weniger als 10 % Melilith vorhanden, wird dem nach dem Streckeisendiagramm ermittelten Namen der Namensbestandteil "Melilith" vorangestellt (z. B. Melilithnephelinit).
Weiter ist zu beachten, dass Melilith zu den mafischen Mineralen gezählt wird, obwohl er äußerlich ein "helles" Mineral darstellt, was bei der Bestimmung des Farbindex eines Gesteins von Bedeutung ist.